# KDM7A
KDM7A‏ (Lysine demethylase 7A) هوَ بروتين يُشَفر بواسطة جين KDM7A في الإنسان.